# Dragon Ball (film, 1990)
Pour les articles homonymes, voir Dragon Ball (homonymie).
Pour plus de détails, voir Fiche technique et Distribution.
Dragon Ball (드래곤볼 싸워라 손오공 이겨라 손오공, Deuraegon Bor Ssawora Son o gong, Igyeora Son o gong, littéralement Dragon Ball : Combat Son Goku, gagne Son Goku), est un film live d'action non officiel coréen, adapté du manga Dragon Ball de Akira Toriyama, sorti le 12 décembre 1990.

## Synopsis
Le film est une adaptation des premiers épisodes du manga Dragon Ball. On y voit Son Goku enfant avec le nuage magique, Bulma, Oolong, Yamcha et plusieurs autres personnages lors de ce film adaptant entièrement le premier arc de Dragon Ball, opposant les héros à Pilaf et son armée dans la recherche des boules de cristal.

## Fiche technique
- Titre : Dragon Ball
- Titre original : 드래곤볼 싸워라 손오공 이겨라 손오공 (Deuraegon Bor Ssawora Son o gong, Igyeora Son o gong)
- Réalisation : Wang Ryong
- Scénario : Yun Seok Hun, adapté du manga Dragon Ball de Akira Toriyama
- Musique : Yi Nam Hong
- Production : Ahn Hyun-Sik
- Société de production : Hyeon Dong Chun
- Pays d'origine :  Corée du Sud
- Langue : coréen
- Société de distribution : Dong Ir Movie
- Date de sortie : 12 décembre 1990
- Durée : 100 minutes

## Distribution
- Heo Sung-tae : Son Goku
- Lee Ju Hee
- Kim Jo Sef